# Betula papyrifera
Betula papyrifera (bedoll del paper, o bedoll de canoa és un bedoll caducifoli de curta vida, d'uns 20 m d'alt, natiu de l'Amèrica del Nord septentrional. De la seva escorça se n'extreuen unes tires similars al paper. També serveix com a font de polpa i per combustible